# David Rugamas
David Antonio „Tony” Rugamas Leiva (ur. 17 lutego 1990 w San Juan Opico) – salwadorski piłkarz grający na pozycji napastnika, reprezentant kraju.

## Kariera
Seniorską karierę rozpoczął w Alianzie. Potem występował m.in. w Once Lobos czy Juventudzie Independiente. W 2016 roku opuścił Salwador i udał się na wypożyczenie do irackiego Al-Mina'a SC. Później powrócił do Salwadoru, grając m.in. w CD Águila. W 2020 roku podpisał kontrakt z gwatemalskim Xelajú MC.
W reprezentacji Salwadoru 31 maja 2015 zagrał przeciwko Hondurasowi. Pierwszą bramkę w kadrze zdobył 7 marca 2019 w meczu z Gwatemalą.